# Vacuümextractor

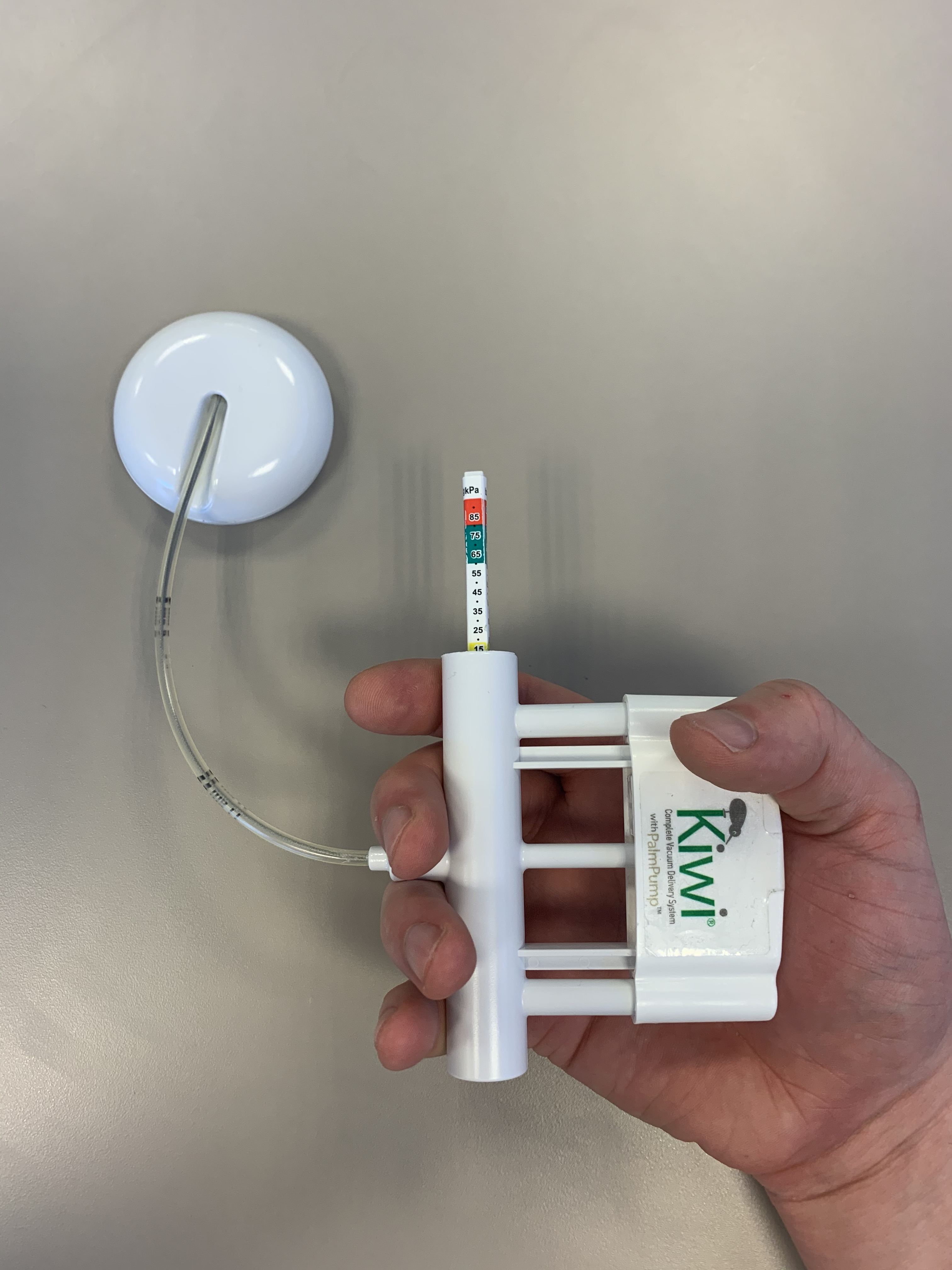
Een hand-aangedreven vacuümextractor, genaamd 'Kiwi'.

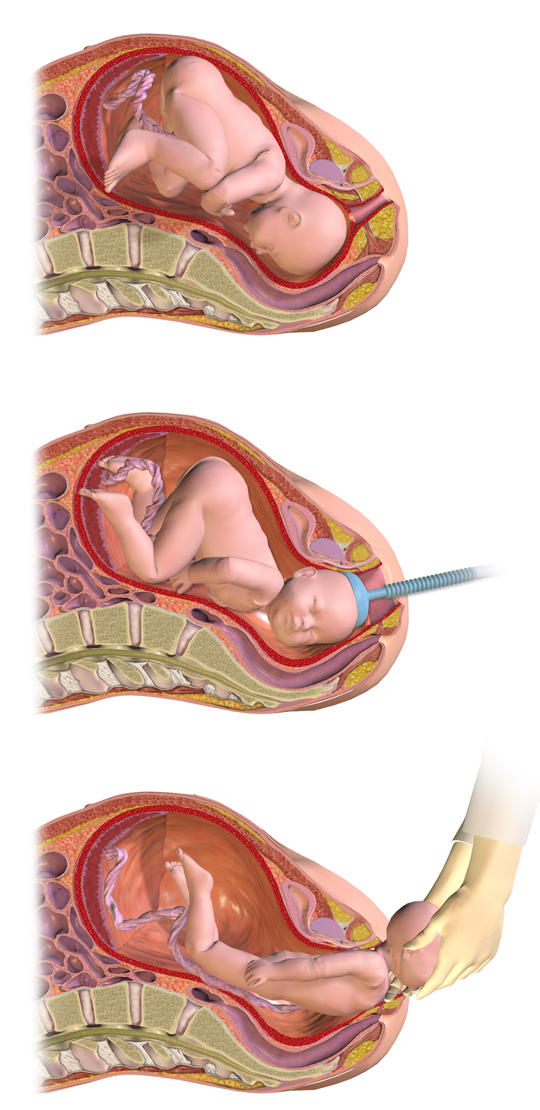
Vacuümextractie.

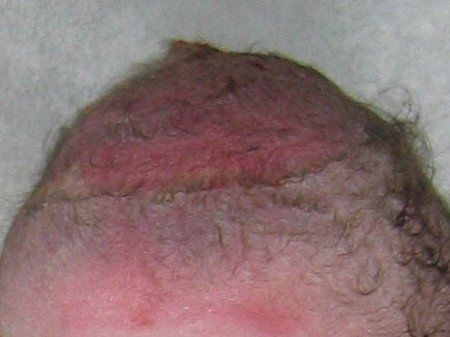
Afdruk van de vacuümextractor op het hoofd van een pasgeboren baby.

Een vacuümextractor is een medisch hulpmiddel om een bevalling te bespoedigen. Het apparaat bestaat uit een luchtpomp die via een slang verbonden is met een zuignap.
De klassieke vacuümextractor bestaat uit een metalen cup en een elektrisch aangedreven vacuümpomp; er zijn ook cups van kunststof beschikbaar. Populair is sinds enige jaren de "kiwi": een vacuümextractor met handpomp. Aan de cup is meestal een ketting of sterke draad bevestigd, alsmede een aanzetstuk voor een rubberen slang waardoor de cup vacuüm wordt gezogen. Door de onderdruk zuigt de cup zich vast op het hoofd. Via de ketting kan dan tractie op het hoofd worden uitgeoefend. Zodra de tractie een bepaalde kracht overschrijdt, schiet de cup van het hoofd af. Bij de richting van de tractie dient de arts of de verloskundige steeds de as van het baringskanaal te volgen.
Bij een vacuümextractie wordt de cup op het hoofd van de foetus aangebracht; hierin wordt vacuüm gezogen. Via de cup kan vervolgens tractie worden uitgeoefend op het voorliggende deel van de foetus. De bedoeling is dat de cup stevig tegen de schedelhuid aan komt te zitten. Meestal doet het inbrengen van de cup bij een goede ontspanning weinig pijn. Doet het wel pijn, dan kan het duiden op de aanwezigheid van een stukje schedewand dat tussen de rand van de cup is klemgeraakt. Bij een wee moet de vrouw meepersen, terwijl de arts aan de cup trekt. Als het hoofdje dan naar buiten is gekomen, wordt de cup afgenomen.
Onder invloed van de sterke druk die er in het geboortekanaal op wordt uitgeoefend, is de vorm van het hoofd van een ongeboren baby vaak niet helemaal rond. Bovendien is de schedel behaard, nat en met slijm bedekt. Daardoor gebeurt het weleens dat de zuignap loslaat. De dokter brengt de zuignap dan opnieuw aan, en pas indien ook deze ingreep mislukt gaat men over tot het gebruiken van de verlostang of een keizersnede.
Een vacuümextractie is een medische ingreep. Men spreekt in een dergelijk geval ook wel van een kunstverlossing. De dokter zal alleen ingrijpen in het natuurlijke proces dat de bevalling is, als het echt niet anders kan. Het is echter niet zo dat vandaag de dag de dokter pas naar de vacuümpomp of de verlostang grijpt als de situatie eigenlijk al kritiek is. Het doel van de moderne verloskundige instrumenten is in de eerste plaats te voorkómen dat de situatie kritiek wordt.
Sommige artsen zweren bij de tang en zullen daar dan ook de meeste ervaring in hebben. Anderen werken liever met de vacuümextractor. In de Verenigde Staten bijvoorbeeld, worden meer kinderen met de tang gehaald, terwijl de meeste Europese artsen de voorkeur geven aan een vacuümverlossing.

## Voorwaarden
Er zijn een aantal voorwaarden waaraan voldaan moet worden om een vacuümextractie met vacuümextractor veilig uit te kunnen voeren:
- Volledige ontsluiting
- Gebroken vliezen
- Ingedaald hoofd
- Hoofd in goede stand
- Geen wanverhouding tussen het hoofd en het bekken